# گروه تمرین
گروه تمرین (انگلیسی: training group) که تمرین حساسیت نیز نامیده می‌شود، نوعی جمع است که اعضاء آن، واکنشهای خود در مقابل دیگر اعضاء و شیوه تعامل در گروه‌های کوچک را مطالعه می‌کنند. چنین گروهی معمولاً از ۸ تا ۱۵ نفر تشکیل شده و به واسطه فعالیتهایی مانند ایفای نقش، بحث و تلاش برای حل مسائل و نظیر آنها، هر عضوی بر اساس نقد و بازخوردهای دیگر اعضاء، در مورد خود، رفتار، هیجانها و عواطف خود بیشتر می‌آموزد.

در مورد اثرات شرکت در فعالیتهای گروه نیز، یکسری مطالعات مستقل انجام شده‌است. از جمله در سال ۱۹۷۵م، نانسی آدلر و دانیل گولمن در گزارشی مدعی شدند که در مقایسه با افراد عادی، اعضاء فعال چنین گروه‌هایی نسبت به اهداف انتخابی خود، تغییر و تفاوت محسوسی بروز می‌دهند. کارل راجرز که یکی از برجسته‌ترین نظریه پردازان شکل‌گیری شخصیت است، تشکیل گروه‌های تمرین حساسیت را بزرگ‌ترین نوآوری قرن توصیف کرده‌است.

## پیشینه
ایفای نقش در خدمت مقاصد آموزشی قدمتی دیرینه دارد. اما شاید اولین کاربرد بازیگری در ارتباط با روان‌شناسی توسط جیکوب ال. مورنو، روان‌پزشک و روان‌شناس آمریکایی اتریشی‌تبار در فعالیت‌های گروه درمانی شکل گرفت و به ابتکار اصطلاح سایکودراما منجر شد. در اواسط دهه ۱۹۴۰م، کورت لوین، روان‌شناس آلمانی و همکارانش ضمن پیگیری و گسترش فعالیتهای گروه درمانی، قدم بعدی را برداشته و بازیگری را در خدمت مطالعه رفتار اجتماعی انسان قرار دادند. بر همین اساس به زودی یک آزمایشگاه مطالعاتی وابسته به وزارت نیروی دریایی ایالات متحده آمریکا به صورت رسمی تأسیس و به این گونه مطالعات تخصیص داده شد. اصطلاح گروه تمرین احساسات نیز در سال ۱۹۴۷م، طی یک همایش مددکاران اجتماعی، زمانی که از گروهی از شرکت کنندگان دعوت به ایفای نقش شد، رواج پیدا کرد.

## وجه تمایز، اهداف و دست‌آوردها
گروه تمرین یک جمع مطالعاتی است. مسئولیت اصلی یادگیری هر عضوی بر عهده خود اوست. وظیفه جمع ایجاد محیطی است که اعضاء بتوانند تجربیات شخصی خود را آزادانه به اشتراک بگذارند. تعامل و بازخوردهای متقابل بین اعضاء کشف و توضیح جزئیات رفتاری و عواطف و هیجان‌های نهفته در آن را تسهیل می‌کند. به این ترتیب به هر عضوی امکان داده می‌شود که تأثیر کنش عملی خود بر جمع را ارزیابی کرده و آن را با اهداف نظری خود مقایسه کند. علاوه بر مطالعه شخصیت و رفتار شخصی، گروه می‌تواند بر نوع خاصی از رفتار تمرکز کند. برای مثال تأثیر خشم یا شوخی را بر تصمیمات یک جمع کوچک مطالعه کند؛ یا حتی شرایط آب و هوا را به منظور درک بهتر اثرات آن بر رفتار انسان در گروه‌های کوچک ارزیابی نماید.